# Palomar (cómics)

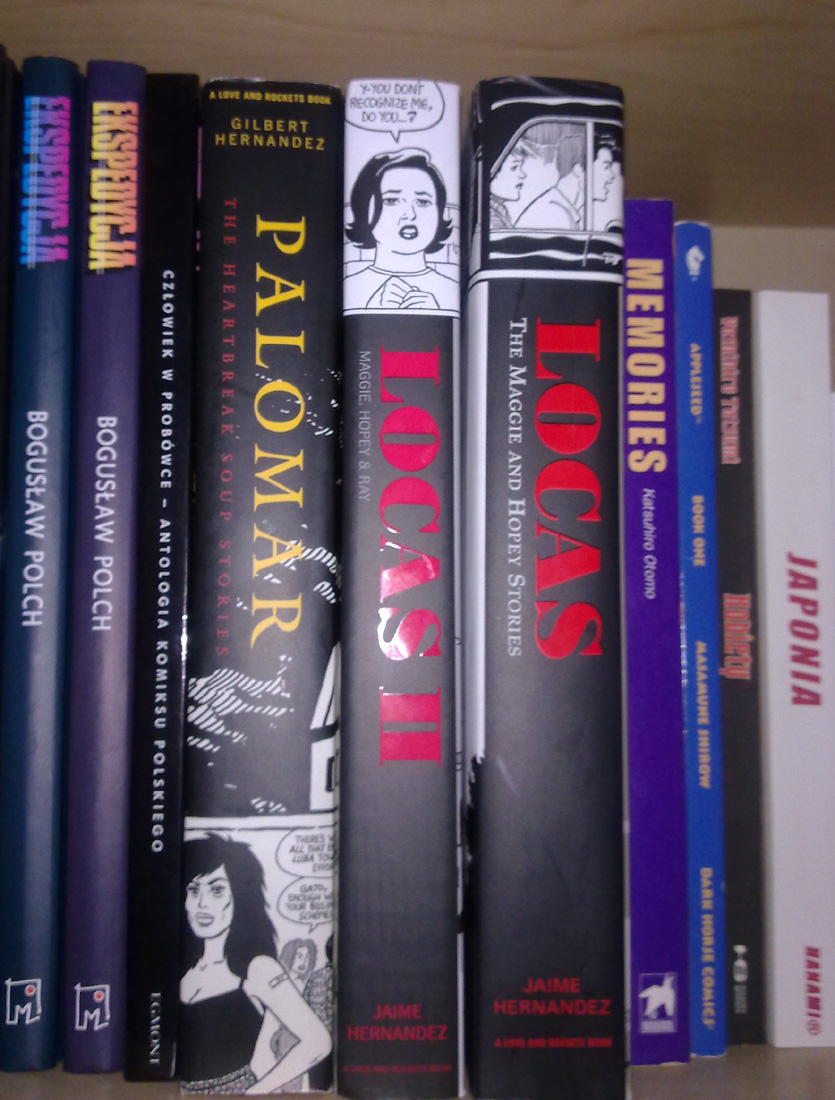
Lomo del cómic Palomar, junto a otros cómics.

Palomar (subtitulada The Heartbreak Soup Stories) es el título de una novela gráfica escrita y dibujada por Gilbert Hernandez y publicada en 2003 por Fantagraphics Books (ISBN 1-56097-539-3 ). Recopila obras publicadas con anterioridad en las páginas de Love and Rockets (volumen uno). Palomar es el pueblo ficticio de Latinoamérica donde tienen lugar todas las historias mostradas. Palomar fue incluido en la lista de Los Mejores Cómics de 2003 de la revista Time.

## Trama
Ambientada en el pueblo ficticio titular en una nación centroamericana desconocida, Palomar sigue a Luba, una empresaria que trabaja en el cine del pueblo para cuidar a sus siete hijos ilegítimos. El cómic ha recibido alabanzas por su interpretación de personajes femeninos y la cultura latinoamericana dentro de la industria del cómic, a menudo misógina. El cómic desafía notablemente los estereotipos sobre los latinoamericanos, y el pueblo titular y sus residentes rara vez se conforman a percepciones estereotipadas y no se tratan como "extranjeros". 